# Canadá en el Festival Internacional de la Canción de Viña del Mar
Canadá ha participado seis veces en el Festival Internacional de la Canción de Viña del Mar: en 1982, 1984, 1986, 2007, 2011 y 2012. En la primera oportunidad, fue el cantante Andy Kim bajo el nombre de Baron Longfellow quien representó al país con el tema Quédate. En la segunda, el cantante Julio Ness obtuvo el premio al mejor intérprete de la competencia internacional del Festival. En 1986, el país es representado por Cindy Valentine, quien pese a no figurar es elegida como la reina del certamen de ese año. En la cuarta ocasión, más de 20 años después, la canción canadiense clasificó como finalista del certamen internacional. La quinta vez, Canadá obtuvo el primer lugar del género internacional. Finalmente, Canadá clasificó para el certamen folclórico en 2012.

## Participaciones
| Año  | Artista          | Título                | Promedio | Lugar o premio             |
| ---- | ---------------- | --------------------- | -------- | -------------------------- |
| 1982 | Baron Longfellow | «Quédate»             | -        |                            |
| 1984 | Julio Ness       | «Love is here to say» | -        | Premio al mejor intérprete |
| 1986 | Cindy Valentine  | TBA                   | -        | Reina del Festival         |
| 2005 | Sayem            | «Love meditation»     | -        |                            |
| 2007 | Julio Ness       | «Can you dance?»      | -        | Premio al mejor intérprete |
| 2011 | Sierra Noble     | «Try anything»        | -        | 1.°                        |
| 2012 | Ça Claque        | «Automne»             | -        | -                          |
| 2014 | Jeff Straker     | «Hypnotized»          | -        | 1.°                        |
| 2015 | Lori Nuic        | «Something beautiful» | -        | Finalista                  |